# Узагальнений розподіл Пуассона на локально компактній абелевій групі
Узагальнений розподіл Пуассона на локально компактній абелевій групі поширює поняття класичного розподілу Пуассона на прямій на локально компактні абелеві групи.
Нехай {\displaystyle X} — локально компактна абелева група, {\displaystyle Y}її група характерів, {\displaystyle (x,y)} — значення характеру {\displaystyle y\in Y}на елементі {\displaystyle x\in X}. Нехай {\displaystyle F} — скінченна невід'ємна міра на {\displaystyle X}. Узагальненим розподілом Пуассона, асоційованим з мірою {\displaystyle F}, називається зсув розподілу {\displaystyle e(F)} виду
{\displaystyle e(F)=\exp\{-F(X)\}\left(E_{0}+F+{F^{*}2 \over 2!}+\dots +{F^{*}n \over n!}+\dots \right)},
де {\displaystyle E_{0}} − вироджений розподіл, зосереджений в нулі групи {\displaystyle X}.
Розподіл {\displaystyle e(F)} — безмежно подільний. Характеристична функція розподілу {\displaystyle e(F)} має вигляд
{\displaystyle {\widehat {e(F)}}(y)=\exp \left\{\int _{X}[(x,y)-1]dF(x)\right\}}.